# Saurita bipuncta
Saurita bipuncta är en fjärilsart som beskrevs av George Francis Hampson 1898. Saurita bipuncta ingår i släktet Saurita och familjen björnspinnare. Inga underarter finns listade.